# بيلون (نبات)
بَيْلُون  أو قرفة بيضاء شجرة وحيدة الجنس والنوع من القرفيَّات. مهدها الأنتيل. ساقها منتصبة فرعاء أوراقها معنقة متعاقبة إهليلجية. نصلها جامد الصفحة بارز العروق المتوازية. أزهارها فردية، طرفية زنادية خماسية البتلات. جميع أجزائها من اللحاء إلى الأوراق والأزهار والثمار عطرية طبية وصحية مقوية ناهضة. يستخرج منها أطيابٌ وأدهانٌ فاخرة.